# Evoluzione del collegio cardinalizio durante il pontificato di Benedetto XIV
Di seguito è riportata l'evoluzione del collegio cardinalizio durante il pontificato di Benedetto XIV (17 agosto 1740 – 3 maggio 1758) e la successiva sede vacante (3 maggio – 6 luglio 1758).

## Evoluzione in sintesi
Dopo l'elezione del cardinale Prospero Lorenzo Lambertini, che prese il nome di Benedetto XIV, il collegio dei cardinali era costituito da 63 porporati.

Benedetto XIV ha creato 64 cardinali in 7 concistori.

Durante il suo pontificato sono deceduti 71 cardinali ed 1 si è dimesso.
| Data                                 | Avvenimento                                                           | Totale |
| ------------------------------------ | --------------------------------------------------------------------- | ------ |
| 17 agosto 1740                       | Elezione del cardinale Prospero Lorenzo Lambertini (Benedetto XIV)    | 63     |
| dal 13 dicembre 1740 al 2 marzo 1758 | Cardinali creati                                                      | +64    |
| dal 13 dicembre 1740 al 2 marzo 1758 | Cardinali deceduti                                                    | -71    |
| dal 13 dicembre 1740 al 2 marzo 1758 | Cardinali dimessi                                                     | -1     |
| 3 maggio 1758                        | Morte di papa Benedetto XIV                                           | 55     |
| 6 luglio 1758                        | Elezione del cardinale Carlo della Torre di Rezzonico (Clemente XIII) | 54     |

## Composizione per paese d'origine
| Paese                                   | 1740 | 1758 |
| --------------------------------------- | ---- | ---- |
| Ducato di Milano                        | 4    | 6    |
| Regno di Sardegna                       | 1    | 3    |
| Repubblica di Venezia                   | 2    | 2    |
| Ducato di Parma, Piacenza e Guastalla   | 1    |      |
| Ducato di Modena e Reggio               | 1    | 1    |
| Repubblica di Genova                    | 3    | 2    |
| Ducato di Massa e Principato di Carrara | 1    |      |
| Granducato di Toscana                   | 4    | 8    |
| Ducato di Siena                         | 3    |      |
| Stato Pontificio                        | 16   | 16   |
| Regno di Napoli                         | 10   | 3    |
| Totale Italia                           | 46   | 41   |
| Regno di Gran Bretagna                  |      | 1    |
| Confederazione polacco-lituana          | 1    |      |
| Repubblica delle Sette Province Unite   | 1    | 1    |
| Regno di Francia                        | 6    | 3    |
| Elettorato di Magonza                   | 1    |      |
| Elettorato di Baviera                   |      | 1    |
| Principato vescovile di Costanza        |      | 1    |
| Arciducato d'Austria                    | 3    | 1    |
| Regno di Spagna                         | 3    | 4    |
| Regno del Portogallo                    | 3    | 2    |
| Totale resto Europa                     | 18   | 14   |
| Totale                                  | 64   | 55   |

## Composizione per appartenenza ad ordini religiosi
| Ordine religioso                     | Sigla      | 1740 | 1758 |
| ------------------------------------ | ---------- | ---- | ---- |
| Domenicani                           | O.P.       | 2    |      |
| Oratoriani                           | C.O.       | 1    |      |
| Cassinesi                            | O.S.B.Cas. | 1    | 1    |
| Carmelitani scalzi                   | O.C.D.     | 1    | 1    |
| Serviti                              | O.S.M.     | 1    |      |
| Agostiniani                          | O.E.S.A.   | 1    |      |
| Canonici lateranensi                 | C.R.L.     |      | 1    |
| Totale per Ordini religiosi          | 7          | 3    |      |
| Non appartenenti ad Ordini religiosi | 57         | 52   |      |
| Totale                               | 64         | 55   |      |

## Composizione per concistoro
| Concistoro                | 1740 | 1758 |
| ------------------------- | ---- | ---- |
| 13 novembre 1690          | 1    |      |
| Creati da Alessandro VIII | 1    | 0    |
| 17 maggio 1706            | 1    |      |
| 23 dicembre 1711          | 1    |      |
| 18 maggio 1712            | 5    |      |
| 30 gennaio 1713           | 2    |      |
| 29 maggio 1715            | 1    |      |
| 12 luglio 1717            | 1    |      |
| 29 novembre 1719          | 3    | 1    |
| Creati da Clemente XI     | 14   | 1    |
| 16 luglio 1721            | 1    | 1    |
| Creati da Innocenzo XIII  | 1    | 1    |
| 20 novembre 1724          | 1    |      |
| 11 giugno 1725            | 2    |      |
| 11 settembre 1726         | 1    |      |
| 9 dicembre 1726           | 4    |      |
| 26 novembre 1727          | 3    |      |
| 30 aprile 1728            | 1    |      |
| 20 settembre 1728         | 2    |      |
| 23 marzo 1729             | 1    |      |
| 6 luglio 1729             | 2    | 1    |
| Creati da Benedetto XIII  | 17   | 1    |
| 14 agosto 1730            | 1    | 1    |
| 2 ottobre 1730            | 2    |      |
| 24 settembre 1731         | 4    | 1    |
| 1º ottobre 1732           | 2    | 1    |
| 2 marzo 1733              | 1    |      |
| 28 settembre 1733         | 2    |      |
| 24 marzo 1734             | 3    |      |
| 17 gennaio 1735           | 1    | 1    |
| 19 dicembre 1735          | 1    |      |
| 20 dicembre 1737          | 7    | 3    |
| 23 giugno 1738            | 1    | 1    |
| 19 dicembre 1738          | 1    |      |
| 23 febbraio 1739          | 2    |      |
| 15 luglio 1739            | 1    |      |
| 30 settembre 1739         | 2    | 1    |
| Creati da Clemente XII    | 31   | 9    |
| 9 settembre 1743          |      | 14   |
| 10 aprile 1747            |      | 6    |
| 3 luglio 1747             |      | 1    |
| 26 novembre 1753          |      | 12   |
| 22 aprile 1754            |      | 1    |
| 18 dicembre 1754          |      | 1    |
| 5 aprile 1756             |      | 8    |
| Creati da Benedetto XIV   |      | 43   |
| Totale                    | 64   | 55   |

## Elenco degli avvenimenti
| Data              | Avvenimento                                                                                    | Paese                                   | Cardinali |
| ----------------- | ---------------------------------------------------------------------------------------------- | --------------------------------------- | --------- |
| 17 agosto 1740    | Elezione papale del cardinale Prospero Lorenzo Lambertini con il nome di Benedetto XIV (65)    | Stato Pontificio                        | 63        |
| 13 dicembre 1740  | Morte del cardinale Benedetto Erba Odescalchi († 61)                                           | Ducato di Milano                        | 62        |
| 16 maggio 1741    | Morte del cardinale Giacomo Lanfredini († 60)                                                  | Granducato di Toscana                   | 61        |
| 21 maggio 1741    | Morte del cardinale Bartolomeo Ruspoli († 43)                                                  | Stato Pontificio                        | 60        |
| 3 agosto 1741     | Morte del cardinale Lorenzo Altieri († 70)                                                     | Stato Pontificio                        | 59        |
| 25 settembre 1741 | Morte del cardinale Marcello Passari († 63)                                                    | Regno di Napoli                         | 58        |
| 20 novembre 1741  | Morte del cardinale Melchior de Polignac († 80)                                                | Regno di Francia                        | 57        |
| 20 febbraio 1742  | Morte del cardinale Marcellino Corio († 77)                                                    | Ducato di Milano                        | 56        |
| 18 settembre 1742 | Morte del cardinale Vincenzo Ludovico Gotti, O.P. († 78)                                       | Stato Pontificio                        | 55        |
| 9 dicembre 1742   | Morte del cardinale Carlo Vincenzo Maria Ferrero Thaon, O.P. († 60)                            | Regno di Sardegna                       | 54        |
| 23 dicembre 1742  | Morte del cardinale Carlo Gaetano Stampa († 75)                                                | Ducato di Milano                        | 53        |
| 12 gennaio 1743   | Morte del cardinale Camillo Cybo († 61)                                                        | Ducato di Massa e Principato di Carrara | 52        |
| 27 gennaio 1743   | Morte del cardinale Pietro Maria Pieri, O.S.M. († 66)                                          | Ducato di Siena                         | 51        |
| 29 gennaio 1743   | Morte del cardinale André-Hercule de Fleury († 89)                                             | Regno di Francia                        | 50        |
| 30 gennaio 1743   | Morte del cardinale Niccolò del Giudice († 82)                                                 | Regno di Napoli                         | 49        |
| 8 febbraio 1743   | Morte del cardinale Pier Marcellino Corradini († 84)                                           | Stato Pontificio                        | 48        |
| 22 febbraio 1743  | Morte del cardinale Luis Antonio Belluga y Moncada, C.O. († 80)                                | Regno di Spagna                         | 47        |
| 4 marzo 1743      | Morte del cardinale Prospero Colonna († 70)                                                    | Stato Pontificio                        | 46        |
| 5 aprile 1743     | Morte del cardinale Francesco Antonio Finy († 73)                                              | Regno di Napoli                         | 45        |
| 10 agosto 1743    | Morte del cardinale Lodovico Pico della Mirandola († 74)                                       | Ducato di Modena e Reggio               | 44        |
| 19 agosto 1743    | Morte del cardinale Damian Hugo von Schönborn-Buchheim († 66)                                  | Elettorato di Magonza                   | 43        |
| 9 settembre 1743  | Concistoro per la creazione di 24 cardinali e di 1 in pectore:                                 | Stato Pontificio                        | 67        |
| 9 settembre 1743  | Joaquín Fernández de Portocarrero (62)                                                         | Regno di Spagna                         | 67        |
| 9 settembre 1743  | Camillo Paolucci (50)                                                                          | Stato Pontificio                        | 67        |
| 9 settembre 1743  | Raffaele Cosimo de' Girolami (72)                                                              | Granducato di Toscana                   | 67        |
| 9 settembre 1743  | Carlo Alberto Guidobono Cavalchini (60)                                                        | Regno di Sardegna                       | 67        |
| 9 settembre 1743  | Giovanni Battista Barni (66)                                                                   | Ducato di Milano                        | 67        |
| 9 settembre 1743  | Giacomo Oddi (63)                                                                              | Stato Pontificio                        | 67        |
| 9 settembre 1743  | Federico Marcello Lante Montefeltro della Rovere (48)                                          | Stato Pontificio                        | 67        |
| 9 settembre 1743  | Marcello Crescenzi (48)                                                                        | Stato Pontificio                        | 67        |
| 9 settembre 1743  | Giorgio Doria (34)                                                                             | Repubblica di Genova                    | 67        |
| 9 settembre 1743  | Francesco Landi (61)                                                                           | Ducato di Parma e Piacenza              | 67        |
| 9 settembre 1743  | Giuseppe Pozzobonelli (47)                                                                     | Ducato di Milano                        | 67        |
| 9 settembre 1743  | Francesco Ricci (64)                                                                           | Stato Pontificio                        | 67        |
| 9 settembre 1743  | Antonio Maria Ruffo (56)                                                                       | Regno di Napoli                         | 67        |
| 9 settembre 1743  | Mario Bolognetti (53)                                                                          | Stato Pontificio                        | 67        |
| 9 settembre 1743  | Girolamo Colonna di Sciarra (35)                                                               | Stato Pontificio                        | 67        |
| 9 settembre 1743  | Prospero Colonna di Sciarra (36)                                                               | Stato Pontificio                        | 67        |
| 9 settembre 1743  | Carlo Leopoldo Calcagnini (64)                                                                 | Stato Pontificio                        | 67        |
| 9 settembre 1743  | Alessandro Tanara (61)                                                                         | Stato Pontificio                        | 67        |
| 9 settembre 1743  | Filippo Maria de Monti (68)                                                                    | Stato Pontificio                        | 67        |
| 9 settembre 1743  | Girolamo de Bardi (58)                                                                         | Granducato di Toscana                   | 67        |
| 9 settembre 1743  | Luigi Maria Lucini, O.P. (77)                                                                  | Ducato di Milano                        | 67        |
| 9 settembre 1743  | Fortunato Tamburini, O.S.B.Cas. (60)                                                           | Ducato di Modena e Reggio               | 67        |
| 9 settembre 1743  | Gioacchino Besozzi, O.Cist. (63)                                                               | Ducato di Milano                        | 67        |
| 9 settembre 1743  | Domenico Orsini d'Aragona (24)                                                                 | Regno di Napoli                         | 67        |
| 30 agosto 1744    | Morte del cardinale Gaspar de Molina y Oviedo, O.E.S.A. († 65)                                 | Regno di Spagna                         | 66        |
| 24 ottobre 1744   | Morte del cardinale Giuseppe Firrao († 74)                                                     | Regno di Napoli                         | 65        |
| 12 novembre 1744  | Morte del cardinale Léon Potier de Gesvres († 88)                                              | Regno di Francia                        | 64        |
| 17 gennaio 1745   | Morte del cardinale Luigi Maria Lucini, O.P. († 78)                                            | Ducato di Milano                        | 63        |
| 20 novembre 1745  | Morte del cardinale Bartolomeo Massei († 82)                                                   | Ducato di Siena                         | 62        |
| 17 gennaio 1746   | Concistoro per la pubblicazione di 1 cardinale in pectore:                                     | Stato Pontificio                        | 63        |
| 17 gennaio 1746   | Johann Theodor von Bayern (42)                                                                 | Elettorato di Baviera                   | 63        |
| 20 febbraio 1746  | Morte del cardinale Jan Aleksander Lipski († 55)                                               | Confederazione polacco-lituana          | 62        |
| 27 agosto 1746    | Morte del cardinale Carlo Leopoldo Calcagnini († 67)                                           | Stato Pontificio                        | 61        |
| 16 gennaio 1747   | Morte del cardinale Carlo Maria Marini († 79)                                                  | Repubblica di Genova                    | 60        |
| 20 marzo 1747     | Morte del cardinale Troiano Acquaviva d'Aragona († 51)                                         | Regno di Napoli                         | 59        |
| 21 marzo 1747     | Morte del cardinale Vincenzo Petra († 84)                                                      | Regno di Napoli                         | 57        |
| 21 marzo 1747     | Morte del cardinale Giuseppe Accoramboni († 74)                                                | Stato Pontificio                        | 57        |
| 10 aprile 1747    | Concistoro per la creazione di 11 cardinali:                                                   | Stato Pontificio                        | 68        |
| 10 aprile 1747    | Alvaro Mendoza Caamaño y Sotomayor (75)                                                        | Regno di Spagna                         | 68        |
| 10 aprile 1747    | Daniele Dolfin (61)                                                                            | Repubblica di Venezia                   | 68        |
| 10 aprile 1747    | Raniero Felice Simonetti (71)                                                                  | Stato Pontificio                        | 68        |
| 10 aprile 1747    | Frédéric-Jérôme de La Rochefoucauld (45)                                                       | Regno di Francia                        | 68        |
| 10 aprile 1747    | Armand II de Rohan-Soubise (29)                                                                | Regno di Francia                        | 68        |
| 10 aprile 1747    | Ferdinand Julius von Troyer (49)                                                               | Principato vescovile di Bressanone      | 68        |
| 10 aprile 1747    | Giovanni Battista Mesmer (75)                                                                  | Ducato di Milano                        | 68        |
| 10 aprile 1747    | José Manuel da Câmara d'Atalaia (61)                                                           | Regno del Portogallo                    | 68        |
| 10 aprile 1747    | Giovanni Francesco Albani (27)                                                                 | Stato Pontificio                        | 68        |
| 10 aprile 1747    | Mario Mellini (70)                                                                             | Stato Pontificio                        | 68        |
| 10 aprile 1747    | Carlo Vittorio Amedeo Ignazio delle Lanze (34)                                                 | Regno di Sardegna                       | 68        |
| 23 aprile 1747    | Morte del cardinale Henri-Osvald de La Tour d'Auvergne († 75)                                  | Regno di Francia                        | 67        |
| 3 luglio 1747     | Concistoro per la creazione di 1 cardinale:                                                    | Stato Pontificio                        | 68        |
| 3 luglio 1747     | Henry Benedict Stuart (22)                                                                     | Regno di Gran Bretagna                  | 68        |
| 28 settembre 1747 | Morte del cardinale Philipp Ludwig von Sinzendorf († 48)                                       | Arciducato d'Austria                    | 67        |
| 4 ottobre 1747    | Morte del cardinale João da Motta e Silva († 62)                                               | Regno del Portogallo                    | 66        |
| 21 febbraio 1748  | Morte del cardinale Raffaele Cosimo de' Girolami († 77)                                        | Stato Pontificio                        | 65        |
| 19 luglio 1749    | Morte del cardinale Armand I de Rohan-Soubise († 75)                                           | Regno di Francia                        | 64        |
| 20 agosto 1749    | Morte del cardinale Raniero Felice Simonetti († 73)                                            | Stato Pontificio                        | 63        |
| 11 febbraio 1750  | Morte del cardinale Vincenzo Bichi († 82)                                                      | Ducato di Siena                         | 62        |
| 3 dicembre 1750   | Morte del cardinale Nuno da Cunha e Ataíde († 85)                                              | Regno del Portogallo                    | 61        |
| 12 aprile 1751    | Morte del cardinale Sigismund von Kollonitz († 74)                                             | Arciducato d'Austria                    | 60        |
| 21 ottobre 1751   | Morte del cardinale Annibale Albani († 69)                                                     | Stato Pontificio                        | 59        |
| 6 gennaio 1752    | Morte del cardinale Pompeo Aldrovandi († 83)                                                   | Stato Pontificio                        | 58        |
| 26 giugno 1752    | Morte del cardinale Giulio Alberoni († 88)                                                     | Ducato di Parma e Piacenza              | 57        |
| 20 agosto 1752    | Morte del cardinale Giovanni Battista Spinola († 71)                                           | Repubblica di Genova                    | 56        |
| 2 novembre 1752   | Morte del cardinale Domenico Rivera († 80)                                                     | Stato Pontificio                        | 55        |
| 16 febbraio 1753  | Morte del cardinale Tommaso Ruffo († 89)                                                       | Regno di Napoli                         | 54        |
| 22 febbraio 1753  | Morte del cardinale Antonio Maria Ruffo († 65)                                                 | Regno di Napoli                         | 53        |
| 13 marzo 1753     | Morte del cardinale Antonio Saverio Gentili († 72)                                             | Stato Pontificio                        | 52        |
| 26 novembre 1753  | Concistoro per la creazione di 16 cardinali:                                                   | Stato Pontificio                        | 68        |
| 26 novembre 1753  | Giuseppe Maria Feroni (60)                                                                     | Granducato di Toscana                   | 68        |
| 26 novembre 1753  | Fabrizio Serbelloni (58)                                                                       | Ducato di Milano                        | 68        |
| 26 novembre 1753  | Giovanni Francesco Stoppani (58)                                                               | Ducato di Milano                        | 68        |
| 26 novembre 1753  | Luca Melchiore Tempi (65)                                                                      | Granducato di Toscana                   | 68        |
| 26 novembre 1753  | Carlo Francesco Durini (60)                                                                    | Ducato di Milano                        | 68        |
| 26 novembre 1753  | Enrico Enriquez (52)                                                                           | Regno di Napoli                         | 68        |
| 26 novembre 1753  | Cosimo Imperiali (68)                                                                          | Repubblica di Genova                    | 68        |
| 26 novembre 1753  | Vincenzo Malvezzi Bonfioli (38)                                                                | Stato Pontificio                        | 68        |
| 26 novembre 1753  | Luigi Mattei (51)                                                                              | Stato Pontificio                        | 68        |
| 26 novembre 1753  | Giovanni Giacomo Millo (58)                                                                    | Regno di Sardegna                       | 68        |
| 26 novembre 1753  | Clemente Argenvilliers (65)                                                                    | Stato Pontificio                        | 68        |
| 26 novembre 1753  | Antonio Andrea Galli, C.R.L. (55)                                                              | Stato Pontificio                        | 68        |
| 26 novembre 1753  | Flavio Chigi (42)                                                                              | Stato Pontificio                        | 68        |
| 26 novembre 1753  | Giovanni Francesco Banchieri (59)                                                              | Granducato di Toscana                   | 68        |
| 26 novembre 1753  | Giuseppe Livizzani Mulazzani (65)                                                              | Ducato di Modena e Reggio               | 68        |
| 26 novembre 1753  | Ludovico Maria Torriggiani (56)                                                                | Granducato di Toscana                   | 68        |
| 17 gennaio 1754   | Morte del cardinale Filippo Maria de Monti († 78)                                              | Stato Pontificio                        | 67        |
| 25 gennaio 1754   | Morte del cardinale Giovanni Battista Barni († 77)                                             | Ducato di Milano                        | 66        |
| 27 febbraio 1754  | Morte del cardinale Tomás de Almeida († 83)                                                    | Regno del Portogallo                    | 65        |
| 20 marzo 1754     | Morte del cardinale Giuseppe Livizzani Mulazzani († 66)                                        | Ducato di Modena e Reggio               | 64        |
| 22 aprile 1754    | Concistoro per la creazione di 1 cardinale:                                                    | Stato Pontificio                        | 65        |
| 22 aprile 1754    | Antonino Sersale (51)                                                                          | Regno di Napoli                         | 65        |
| 29 aprile 1754    | Morte del cardinale Alessandro Tanara († 72)                                                   | Stato Pontificio                        | 64        |
| 18 dicembre 1754  | Concistoro per la creazione di 1 cardinale:                                                    | Stato Pontificio                        | 64        |
| 18 dicembre 1754  | Luis Fernández de Córdoba (58)                                                                 | Regno di Spagna                         | 64        |
| 18 dicembre 1754  | Dimissioni del cardinale Luis Antonio de Borbón y Farnesio (27)                                | Regno di Spagna                         | 64        |
| 6 gennaio 1755    | Morte del cardinale Angelo Maria Querini, O.S.B.Cas. († 74)                                    | Repubblica di Venezia                   | 63        |
| 8 gennaio 1755    | Morte del cardinale Francesco Ricci († 75)                                                     | Stato Pontificio                        | 62        |
| 8 febbraio 1755   | Morte del cardinale Niccolò Coscia († 73)                                                      | Regno di Napoli                         | 61        |
| 18 giugno 1755    | Morte del cardinale Gioacchino Besozzi, O.Cist. († 75)                                         | Ducato di Milano                        | 60        |
| 15 dicembre 1755  | Morte del cardinale Pier Luigi Carafa († 78)                                                   | Regno di Napoli                         | 59        |
| 22 febbraio 1756  | Morte del cardinale Mario Bolognetti († 65)                                                    | Stato Pontificio                        | 58        |
| 5 aprile 1756     | Concistoro per la creazione di 9 cardinali:                                                    | Stato Pontificio                        | 67        |
| 5 aprile 1756     | Nicolas-Charles de Saulx-Tavannes (65)                                                         | Regno di Francia                        | 67        |
| 5 aprile 1756     | Alberico Archinto (57)                                                                         | Ducato di Milano                        | 67        |
| 5 aprile 1756     | Giambattista Roero di Pralormo (71)                                                            | Regno di Sardegna                       | 67        |
| 5 aprile 1756     | Francisco de Solís Folch de Cardona (43)                                                       | Regno di Spagna                         | 67        |
| 5 aprile 1756     | Johann Joseph von Trautson (51)                                                                | Arciducato d'Austria                    | 67        |
| 5 aprile 1756     | Paul d'Albert de Luynes (53)                                                                   | Regno di Francia                        | 67        |
| 5 aprile 1756     | Étienne-René Potier de Gesvres (59)                                                            | Regno di Francia                        | 67        |
| 5 aprile 1756     | Franz Konrad von Rodt (50)                                                                     | Principato vescovile di Costanza        | 67        |
| 5 aprile 1756     | Francisco de Saldanha da Gama (32)                                                             | Regno del Portogallo                    | 67        |
| 25 aprile 1756    | Morte del cardinale Enrico Enriquez († 54)                                                     | Regno di Napoli                         | 66        |
| 28 giugno 1756    | Morte del cardinale Armand II de Rohan-Soubise († 38)                                          | Regno di Francia                        | 65        |
| 25 luglio 1756    | Morte del cardinale Mario Mellini († 79)                                                       | Stato Pontificio                        | 64        |
| 28 agosto 1756    | Morte del cardinale Silvio Valenti Gonzaga († 66)                                              | Ducato di Milano                        | 63        |
| 11 febbraio 1757  | Morte del cardinale Francesco Landi († 74)                                                     | Ducato di Parma e Piacenza              | 62        |
| 10 marzo 1757     | Morte del cardinale Johann Joseph von Trautson († 52)                                          | Arciducato d'Austria                    | 61        |
| 21 marzo 1757     | Morte del cardinale Niccolò Maria Lercari († 81)                                               | Repubblica di Genova                    | 60        |
| 29 aprile 1757    | Morte del cardinale Frédéric-Jérôme de La Rochefoucauld († 55)                                 | Regno di Francia                        | 59        |
| 16 novembre 1757  | Morte del cardinale Giovanni Giacomo Millo († 62)                                              | Regno di Sardegna                       | 58        |
| 30 gennaio 1758   | Morte del cardinale Luigi Mattei († 55)                                                        | Stato Pontificio                        | 57        |
| 5 febbraio 1758   | Morte del cardinale Ferdinand Julius von Troyer († 60)                                         | Principato vescovile di Bressanone      | 56        |
| 2 marzo 1758      | Morte del cardinale Pierre Guérin de Tencin († 77)                                             | Regno di Francia                        | 55        |
| 3 maggio 1758     | Morte di papa Benedetto XIV († 83)                                                             | Stato Pontificio                        | 55        |
| 15 maggio 1758    | Apertura del conclave                                                                          | Stato Pontificio                        | 55        |
| 6 luglio 1758     | Elezione papale del cardinale Carlo della Torre di Rezzonico con il nome di Clemente XIII (65) | Repubblica di Venezia                   | 54        |